# Hemistola kezukai
Hemistola kezukai är en fjärilsart som beskrevs av Inoue 1978. Hemistola kezukai ingår i släktet Hemistola och familjen mätare. Inga underarter finns listade i Catalogue of Life.